# Referendum o članstvu Združenega kraljestva v Evropski uniji
Referendum o članstvu Združenega kraljestva v Evropski uniji je bil neobvezujoči referendum, ki je potekal v Združenem kraljestvu 23. junija 2016 in na katerem so glasovali o obstanku Združenega kraljestva v Evropski uniji. Večina volivcev (51,9 %) volivcev se je odločila za izstop iz EU. Glede na izide po deželah so volivci Anglije in Walesa izglasovali izhod iz EU, medtem ko je bil večinski izid na Škotskem in Severnem Irskem v prid obstanku v EU. Volilna udeležba je bila najvišja po letu 1992, in sicer se je po podatkih britanske volilne komisije referenduma udeležilo 33,5 milijona od 46,5 milijona upravičencev oziroma 72,2 odstotka.
Po objavi izidov so se finančni trgi odzvali negativno; vrednosti delnic so znatno padle, britanski funt je v prvih urah po objavi rezultatov izgubil 5 do 10 % vrednosti. Premier David Cameron, ki je sicer zagovarjal obstanek kraljestva v EU, je po objavi izidov napovedal svoj odstop. Škotska vlada je 24. 6. 2016 objavila, da obstaja velika verjetnost, da bo zaradi volilnega izida na Škotskem potekal drugi referendum o neodvisnosti Škotske.

## Izid
Končni izid, upoštevajoč vseh 12 regijskih volilnih okrajev v Združenem kraljestvu (z Gibraltarjem), je 24. junija 2016 v mestni hiši v Manchestru uradno objavila predsednica volilne komisije Združenega kraljestva Jenny Watson.
Podatki o glasovanju po deželah Združenega kraljestva:
| Dežela                   | Volilna udeležba | Glasovi za obstanek | Glasovi za izstop | Glasovi za obstanek v % | Glasovi za izstop v % |
| ------------------------ | ---------------- | ------------------- | ----------------- | ----------------------- | --------------------- |
| Anglija (z Gibraltarjem) | 72,6 %           | 10.801.784          | 12.407.488        | 46,5 %                  | 53, 5 %               |
| Severna Irska            | 62,9 %           | 440.437             | 349.442           | 55,8 %                  | 44,2 %                |
| Škotska                  | 67,2 %           | 1.661.191           | 1.018.322         | 62,0 %                  | 38,0%                 |
| Wales                    | 71,7 %           | 772.347             | 854.572           | 47,5 %                  | 52,5 %                |